# وعد الخنصر

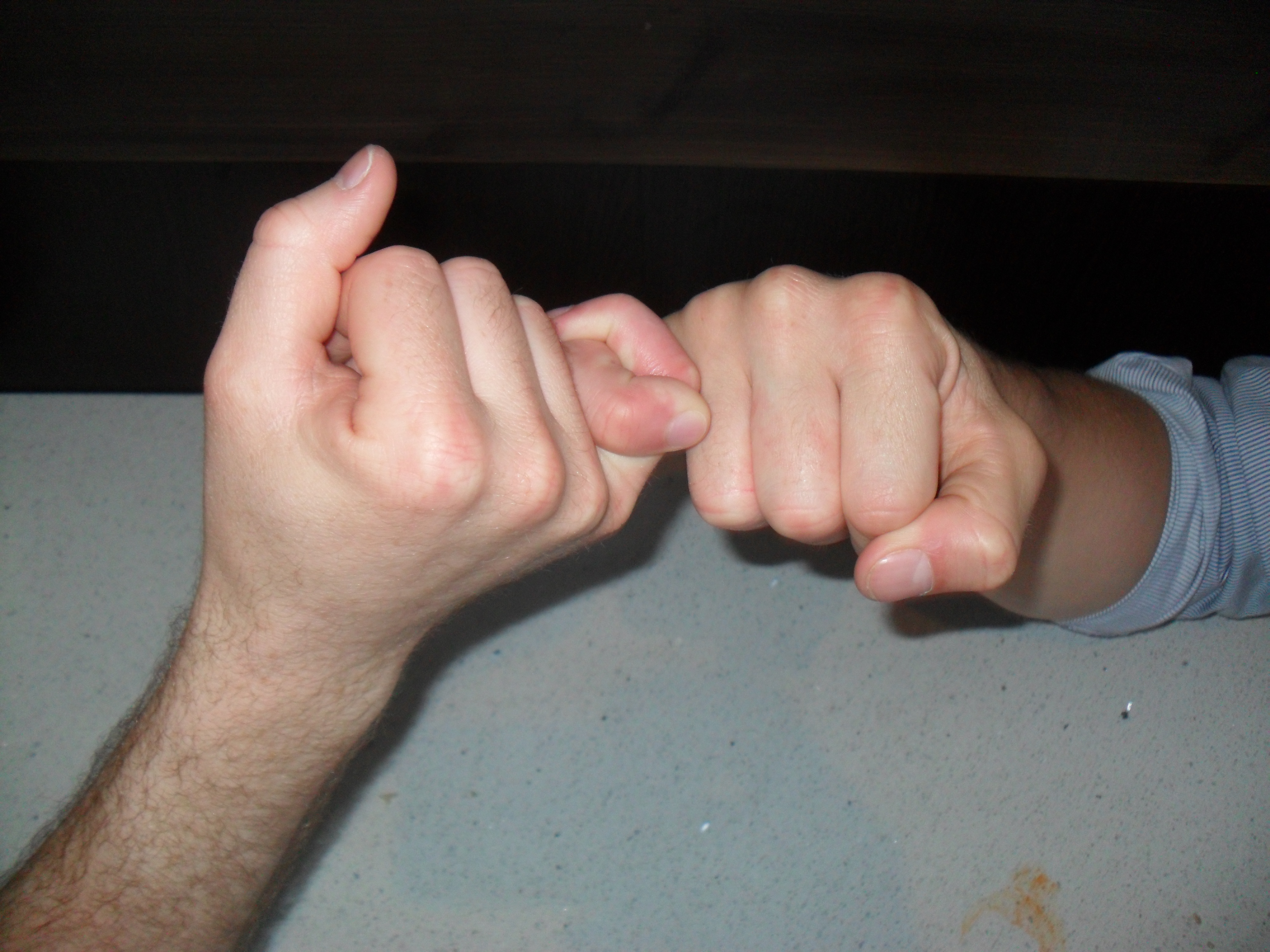
وعد الخنصر.

وعد الخنصر أو قسم الخنصر هي إيماءة تمارس بشكل شائع بين الأطفال للإشارة إلى وعد يتم التعهد به ويبدو أن هذا التقليد هو اختراع حديث نسبيًا.